# Océanite d'Ainley
Hydrobates cheimomnestes
Espèce
Synonymes
- Hydrobates leucorhous cheimomnestes
- Oceanodroma cheimomnestes
- Oceanodroma leucorhoa cheimomnestes

Statut de conservation UICN

 VU  : Vulnérable
L’Océanite d'Ainley (Hydrobates cheimomnestes) est une espèce d'oiseaux marins de la famille des Hydrobatidae. Il se reproduit en hiver sur l'île Guadalupe, au large de la côte Ouest du Mexique. Il vit au sud jusqu'aux îles Galápagos. Il est considéré par certaines autorités comme une sous-espèce de l'Océanite cul-blanc.

## Taxonomie
Cette espèce a été décrite pour la première fois comme une sous-espèce de l'Océanite cul-blanc (Hydrobates leucorhoa), par l'ornithologue marin américain David G. Ainley (d). Il l'a distingué par sa physiologie, sa morphologie et sa voix, le distinguant de l'Océanite de Townsend (Hydrobates socorroensis) qui se reproduit sur les mêmes îles en été alors que l'Océanite d'Ainley niche en hiver. Le nom de l'espèce cheimomnestes signifie « adapté à l'hiver », en référence au fait que cet oiseau se reproduit en hiver. Il existe toujours un désaccord entre les autorités quant à savoir si elle doit être considérée comme une espèce distincte. Il est reconnu comme tel par Avibase, mais pas par l'Union internationale pour la conservation de la nature. Il était autrefois défini dans le genre Oceanodroma avant que ce genre ne soit synonyme d'Hydrobates.

## Description
L'Océanite d'Ainley est une espèce de taille moyenne mesurant environ 18 cm, avec des ailes assez longues à pointes émoussées et une queue fourchue moyennement longue. La couleur générale est brun fuligineux foncé mais de loin elle apparaît noire ; les adultes en plumage usé peuvent paraître plus brunâtres lorsqu'il n'ont pas encore mué. Le croupion est blanc, une tache blanche en forme de « U » présentant une zone centrale sombre mal définie. Le bec est noir tout comme les pattes qui ne dépassent pas de la queue en vol. Il n'est que légèrement différent d'autres espèces apparentées telles que l'Océanite de Townsend et l'Océanite cul-blanc.

## Écologie
Cet oiseau est hautement pélagique, il passe beaucoup de temps loin de la terre ferme, au-dessus de l'océan, où ses habitudes sont susceptibles d'être similaires à celles de l'Océanite culblanc (Hydrobates leucorhoa). Pendant la saison de reproduction, on le trouve dans les eaux au large de la péninsule de Basse-Californie. On sait qu'il se reproduit uniquement sur trois îlots au large de l'extrémité sud de l'île Guadalupe, au Mexique. Cette oiseau fréquente les colonies uniquement la nuit. Il niche dans des crevasses et des terriers, et la population mondiale totale ne dépasse probablement pas quelques milliers d'oiseaux.